# Aire d'attraction de Sarrebruck (partie française)
L'aire d'attraction de Sarrebruck (partie française) est un zonage d'étude défini par l'Insee pour caractériser l’influence de la commune de Sarrebruck sur les communes françaises environnantes.

## Définition
L'aire d'attraction d'une ville est composée d’un pôle, défini à partir de critères de population et d’emploi ainsi que d’une couronne constituée des communes dont au moins 15 % des actifs travaillent dans le pôle. Le pôle d’attraction constitue ainsi un point de convergence des déplacements domicile-travail,.

## Géographie
L’aire d'attraction de Sarrebruck (partie française) est la partie française d'une aire internationale, qui comporte 12 communes dans la Moselle. 

### Composition communale
| Nom                 | Code Insee | Département | Statut                 | Superficie (km2) | Population (dernière pop. légale) | Densité (hab./km2) | Modifier                                    |
| ------------------- | ---------- | ----------- | ---------------------- | ---------------- | --------------------------------- | ------------------ | ------------------------------------------- |
| Alsting             | 57013      | Moselle     | commune de la couronne | 5,73             | 2 493 (2022)                      | 435                | modifier les données · modifier les données |
| Blies-Ébersing      | 57092      | Moselle     | commune de la couronne | 5,24             | 600 (2022)                        | 115                | modifier les données · modifier les données |
| Blies-Guersviller   | 57093      | Moselle     | commune de la couronne | 3,60             | 651 (2022)                        | 181                | modifier les données · modifier les données |
| Etzling             | 57202      | Moselle     | commune de la couronne | 4,94             | 1 135 (2022)                      | 230                | modifier les données · modifier les données |
| Frauenberg          | 57234      | Moselle     | commune de la couronne | 2,75             | 602 (2022)                        | 219                | modifier les données · modifier les données |
| Grosbliederstroff   | 57260      | Moselle     | commune de la couronne | 13,07            | 3 322 (2022)                      | 254                | modifier les données · modifier les données |
| Kerbach             | 57360      | Moselle     | commune de la couronne | 4,45             | 1 223 (2022)                      | 275                | modifier les données · modifier les données |
| Lixing-lès-Rouhling | 57408      | Moselle     | commune de la couronne | 4,22             | 810 (2022)                        | 192                | modifier les données · modifier les données |
| Petite-Rosselle     | 57537      | Moselle     | commune de la couronne | 5,05             | 6 176 (2022)                      | 1 223              | modifier les données · modifier les données |
| Schœneck            | 57638      | Moselle     | commune de la couronne | 4,06             | 2 442 (2022)                      | 601                | modifier les données · modifier les données |
| Spicheren           | 57659      | Moselle     | commune de la couronne | 8,11             | 3 180 (2022)                      | 392                | modifier les données · modifier les données |
| Stiring-Wendel      | 57660      | Moselle     | commune de la couronne | 3,60             | 11 048 (2022)                     | 3 069              | modifier les données · modifier les données |

## Démographie
Cette aire est catégorisée dans les aires de moins de 50 000 habitants, une catégorie qui regroupe 12,2 % de la population au niveau national,.